# Жюстин Томс
Жюстин Томс е българска уебдизайнерка, университетска преподавателка и писателка.

## Биография
Жюстин Томс е родена на 29 август 1971 г. в гр. София. Завършва магистърска степен по философия, педагогика и френска филология в Софийския университет „Св. Климент Охридски“. Занимава се с уебдизайн. Към 2023 г. е маркетинг мениджър в ABC Design & Communication. От 2007 г. преподава онлайн медии и комуникации и онлайн маркетинг в департамент „Масови комуникации“ в Нов български университет и в Софтуерния университет (СофтУни). Води часове по дигитално предприемачество в 164. ГПИЕ „Мигел де Сервантес“ и в ЧОУ „Цар Симеон Велики“, както и редица семинари и обучения в ABC Design & Communication, към фондацията BCause и към фондацията „Каузи“.
Освен университетска преподавателка и уебдизайнерка Томс е и авторка на книги и на лирически произведения. През лятото на 1999 г. издава първата си стихосбирка – „Експеримент с огледало“, а по-късно и стихосбирката „това, което.“, чийто съавтор е Марин Тодоров, а илюстратор – Богдана Златева.
Томс е майка на три деца.

## Непълна библиография
- Симеон Колев, Жюстин Томс. Мисия Татко.   София, Сиела, 2016. ISBN 9789542817314. с. 168. (на български)
- Естер Гомбаш, Жюстин Томс, Марина Стефанова,. Лидери за ново начало.   София, Изток-Запад, 2020. ISBN 9786190107569. с. 224. (на български)
- Томс, Жюстин. Блоговете умряха! Да живеят блоговете!.   София, Рой Комюникейшън, 2021. ISBN 9789549335477. с. 215. (на български)
- Томс, Жюстин. Clair de Lune.   София, Ерго, 2022. ISBN 9786192590291. с. 254. (на български)
- Томс, Жюстин. Подкастите – Гласът на интернет.   София, Рой Комюникейшън, 2022. ISBN 9789549335507. с. 168. (на български)